# Ткаченко, Александр Петрович
Алекса́ндр Петро́вич Ткаче́нко (19 апреля 1945, Симферополь, Крымская область — 6 декабря 2007, Москва) — русский поэт и правозащитник.

## Биография
Родился 14 апреля 1945 года в Симферополе в украинско-крымчакской семье, родители — Петр Ткаченко и Ольга Зенгина.
В 1960-е годы играл за футбольные команды мастеров («Таврия», «Зенит» Ленинград, «Трактор» Владимир) на позиции полузащитника и нападающего, был тренером футбольных команд (1970—1980). Окончил отделение физики и математики Крымского педагогического института (1968), отделение спортивных игр Крымского университета (1977).

## Творчество

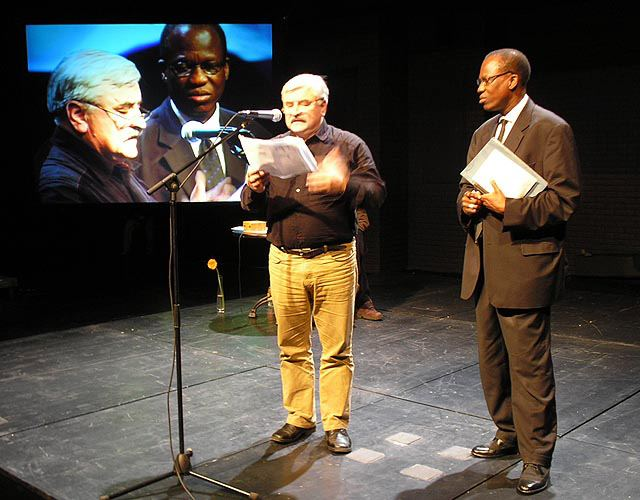
Поэт, генеральный директор Русского ПЕН-центра Александр Ткаченко (Россия) и поэт, вице-президент Сенегальского ПЕН-центра Амаду Ламин Салль (Сенегал) на IV Биеннале поэтов в Москве. 28.09.2005.

В 1983 году окончил Высшие литературные курсы. Публиковал стихи и прозу с 1975 года. Автор 14 книг стихов и книги мемуарно-публицистической прозы «Футболь» (2001).

## Работа в ПЕН-центре
Генеральный директор Русского ПЕН-центра (1994—2007). Главный редактор журнала «Новая Юность» (1993—1996). Принимал активное участие в качестве правозащитника в ряде российских уголовных дел с политической окраской (дело Григория Пасько) или в случаях, когда обвиняемые имели отношение к литературе (дело Алины Витухновской).

## Награды и признание
- Лауреат премии им. В. В. Маяковского (1979)
- Награждён медалью Германа Кестена (1999)

## Память

Умер 6 декабря 2007 года в Москве. Похоронен на Переделкинском кладбище.